# УЕФА
Сою́з европе́йских футбо́льных ассоциа́ций (англ. Union of European Football Associations, сокращённо UEFA, в русской транслитерации УЕФА) — спортивная организация, управляющая футболом в Европе и некоторых западных регионах Азии. Она объединяет национальные футбольные ассоциации европейских стран и организует все европейские соревнования футбольных клубов и сборных команд, а также распределяет доходы от рекламы и трансляций между клубами и национальными ассоциациями, входящими в её состав.
УЕФА — одна из шести континентальных конфедераций, входящих в Международную федерацию футбола (ФИФА), причём УЕФА из них наиболее влиятельна и богата. Почти все сильнейшие футболисты мира играют в Европе из-за того, что именно в ней самые большие зарплаты, особенно в Англии, Франции, Италии, Испании и Германии. Также УЕФА представляют многие сильные сборные мира, что предопределяет большое представительство стран этой конфедерации на мировых первенствах: так, из 32 команд на чемпионате мира 2006 года УЕФА представляли 14.
УЕФА был основан 15 июня 1954 года в Базеле (Швейцария) после консультаций, начатых федерациями футбола Франции, Италии и Бельгии. Первоначально УЕФА насчитывал 25 стран, сейчас их 55. Штаб-квартира УЕФА располагалась в Париже до 1959 года, когда она переехала в Берн. С 1995 года она базируется в швейцарском Ньоне. Первым генеральным секретарём УЕФА был Анри Делоне, а президентом — Эббе Шварц.
УЕФА часто имел конфликты с Еврокомиссией, организовывавшей интересы национальных ассоциаций. В 1990-х годах разногласия касались прав на телетрансляции и особенно трансферного регламента (правило Босмана).

## Президенты УЕФА
|    | Имя                         | Страна    | Срок      |
| -- | --------------------------- | --------- | --------- |
| 1. | Эббе Шварц                  | Дания     | 1954—1962 |
| 2. | Густав Видеркер             | Швейцария | 1962—1972 |
| 3. | Артемио Франки              | Италия    | 1972—1983 |
| 4. | Жак Жорж                    | Франция   | 1983—1990 |
| 5. | Леннарт Юханссон            | Швеция    | 1990—2007 |
| 6. | Мишель Платини              | Франция   | 2007—2015 |
| —  | Анхель Мария Вильяр (и. о.) | Испания   | 2015—2016 |
| 7. | Александер Чеферин          | Словения  | 2016—н.в. |

## Генеральные секретари УЕФА
С января 2007 года должность называется «генеральный секретарь»:
|    | Имя                  | Страна             | Срок       |
| -- | -------------------- | ------------------ | ---------- |
| 1. | Анри Делоне          | Франция            | 1954—1955  |
| 2. | Пьер Делоне          | Франция            | 1955—1960  |
| 3. | Ханс Бангертер       | Швейцария          | 1960—1989  |
| 4. | Герхард Айгнер       | Германия           | 1989—2003  |
| 5. | Ларс-Кристер Ульссон | Швеция             | 2003—2007  |
| 6. | Дэвид Тейлор         | Шотландия          | 2007—2009  |
| 7. | Джанни Инфантино     | Швейцария / Италия | 2009—2016  |
| 8. | Теодор Теодоридис    | Греция             | 2016—н. в. |

## Турниры
Главное соревнование сборных, проводимое УЕФА — чемпионат Европы, ведущий свою историю с 1958 года (первый финальный турнир прошёл в 1960), и до 1964 года называвшийся «Кубок европейских наций». Также под эгидой УЕФА проходят молодёжный чемпионат Европы и юниорские чемпионаты для игроков до 19 и до 17 лет. Для женщин также проводятся чемпионат Европы, чемпионат до 19 лет и до 17 лет.
Также проводится чемпионат Европы по мини-футболу (футзалу).
С 2018 года проводится Лига наций УЕФА, которая должна заменить товарищеские матчи. Турнир проходит раз в два года, команды поделены на несколько дивизионов с возможностью выхода и вылета. В высшем дивизионе играют 16 команд, которые поделены на 4 группы, победители групп играют в «финале четырёх». Победители низших дивизионов получают путёвки на чемпионат Европы.

### Существующие
| Соревнование                                            | Год     | Чемпионы               | Титулов | Второе место      | Следующее соревнование |
| ------------------------------------------------------- | ------- | ---------------------- | ------- | ----------------- | ---------------------- |
| Чемпионат Европы по футболу                             | 2024    | Испания                | 4       | Англия            | 2028                   |
| Лига наций УЕФА                                         | 2024/25 | Португалия             | 2       | Испания           | 2026/27                |
| Чемпионат Европы по футболу среди молодёжных команд     | 2025    | Англия                 | 4       | Германия          | 2027                   |
| Чемпионат Европы по футболу среди юношей до 19 лет      | 2025    | Нидерланды             | 12      | Испания           | 2026                   |
| Чемпионат Европы по футболу среди юношей до 17 лет      | 2025    | Португалия             | 7       | Франция           | 2027                   |
| Чемпионат Европы по мини-футболу                        | 2022    | Португалия             | 2       | Россия            | 2026                   |
| Чемпионат Европы по мини-футболу среди юношеских команд | 2023    | Португалия             | 1       | Испания           | 2025                   |
| Лига чемпионов УЕФА                                     | 2024/25 | ПСЖ                    | 1       | Интер             | 2025/26                |
| Лига Европы УЕФА                                        | 2024/25 | Тоттенхэм Хотспур      | 3       | Манчестер Юнайтед | 2025/26                |
| Лига конференций УЕФА                                   | 2024/25 | Челси                  | 1       | Реал Бетис        | 2025/26                |
| Суперкубок УЕФА                                         | 2025    | Пари Сен-Жермен        | 1       | Тоттенхэм Хотспур | 2026                   |
| Юношеская лига УЕФА                                     | 2024/25 | Барселона (молодёжная) | 3       | Трабзонспор       | 2025/26                |
| Лига чемпионов УЕФА по мини-футболу                     | 2024/25 | Пальма                 | 6       | Кайрат            | 2025/26                |
| Чемпионат Европы по футболу среди женщин                | 2025    | Англия                 | 2       | Испания           | 2029                   |
| Лига наций УЕФА среди женщин                            | 2023/24 | Испания                | 1       | Франция           | 2025                   |
| Чемпионат Европы по футболу среди девушек до 19 лет     | 2025    | Испания                | 7       | Франция           | 2026                   |
| Чемпионат Европы по футболу среди девушек до 17 лет     | 2025    | Нидерланды             | 1       | Норвегия          | 2026                   |
| Чемпионат Европы по мини-футболу среди женщин           | 2023    | Испания                | 3       | Украина           | 2027                   |
| Лига чемпионов УЕФА среди женщин                        | 2024/25 | Арсенал                | 2       | Барселона         | 2025/26                |
| Женский кубок Европы УЕФА                               |         |                        |         |                   | 2025/26                |

### Упразднённые
| Соревнование                  | Год       | Чемпионы                                   | Титулов | Второе место |
| ----------------------------- | --------- | ------------------------------------------ | ------- | ------------ |
| Кубок обладателей кубков УЕФА | 1998/1999 | Лацио                                      | 1       | Мальорка     |
| Кубок Интертото               | 2008      | Брага и ещё 10 победителей третьего раунда | 1       | —            |

## Члены УЕФА
| Страна               | Сборные | Федерация                                     | Чемпионат                                                                      | Информация                            | Рейтинг ФИФА мужских сборных | Рейтинг ФИФА женских сборных | Участие в Чемпионатах мира среди мужских команд                                                                                | Участие в Чемпионатах Европы среди мужских команд                                          | Участие в Чемпионатах мира среди женских команд       | Участие в Чемпионатах Европы среди женских команд                        |
| -------------------- | ------- | --------------------------------------------- | ------------------------------------------------------------------------------ | ------------------------------------- | ---------------------------- | ---------------------------- | --- | ------------------------------------------------------------------------------------------ | ----------------------------------------------------- | ------------------------------------------------------------------------ |
| Австрия              | M / Ж   | Австрийский футбольный союз                   | Бундеслига / Женская бундеслига                                                | создана в 1904, член УЕФА с 1954      | 30                           | 21                           | 7 · (1934, 1954, 1958, 1978, 1982, 1990, 1998, 2002)                                                                           | 4 (2008, 2016, 2020, 2024)                                                                 |                                                       | 1 · ( 2017)                                                              |
| Азербайджан          | M / Ж   | Ассоциация футбольных федераций Азербайджана  | Премьер-лига / Нет                                                             | создана в 1992, член УЕФА с 1994      | 121                          | 83                           | |                                                                                            |                                                       |                                                                          |
| Албания              | M / Ж   | Федерация футбола Албании                     | Суперлига / Чемпионат Албании по футболу среди женщин                          | создана в 1930, член УЕФА с 1954      | 65                           | 76                           | | 2 (2016, 2024)                                                                             |                                                       |                                                                          |
| Англия               | M / Ж   | Футбольная ассоциация Англии                  | Английская Премьер-лига / Женская суперлига Футбольной ассоциации              | создана в 1863, член УЕФА с 1954      | 5                            | 8                            | 16 · (1950, 1954, 1958, 1962, 1966, 1970, 1982, 1986, 1990, 1998, 2002, 2006, 2010, 2014, 2018, 2022)                          | 11 · ( 1968, 1980, 1988, 1992, 1996, 2000, 2004, 2012, 2016, 2020, 2024)                   | 5 · (1995, 2007, 2011, 2015, 2019)                    | 8 · ( 1984, 1987, 1995, 1997, 2001, 2005, 2009, 2013, 2017)              |
| Андорра              | M / Ж   | Футбольная федерация Андорры                  | Примера Дивизио / Чемпионат Андорры по футболу среди женщин                    | создана в 1994, член УЕФА с 1996      | 155                          | 170                          | |                                                                                            |                                                       |                                                                          |
| Армения              | M / Ж   | Федерация футбола Армении                     | Премьер-лига / Чемпионат Армении по футболу среди женщин                       | создана в 1992, член УЕФА с 1992      | 92                           | 130                          | |                                                                                            |                                                       |                                                                          |
| Беларусь             | M / Ж   | Белорусская федерация футбола                 | Чемпионат Беларуси по футболу / Чемпионат Беларуси по футболу среди женщин     | создана в 1989, член УЕФА с 1993      | 94                           | 54                           | |                                                                                            |                                                       |                                                                          |
| Бельгия              | M / Ж   | Королевская бельгийская футбольная ассоциация | Первый дивизион A / Суперлига                                                  | создана в 1895, член УЕФА с 1954      | 1                            | 20                           | 14 · (1930, 1934, 1938, 1954, 1970, 1982, 1986, 1990, 1994, 1998, 2002, 2014, 2018, 2022)                                      | 7 · ( 1972, 1980, 1984, 2000, 2016, 2020, 2024)                                            |                                                       | 1 (2017)                                                                 |
| Болгария             | M / Ж   | Болгарский футбольный союз                    | Первая лига / Чемпионат Болгарии по футболу среди женщин                       | создана в 1923, член УЕФА с 1954      | 71                           | 81                           | 7 (1962, 1966, 1970, 1974, 1986, 1994, 1998)                                                                                   | 2 (1996, 2004)                                                                             |                                                       |                                                                          |
| Босния и Герцеговина | M / Ж   | Футбольный союз Боснии и Герцеговины          | Лига 12 / Премьер-лига                                                         | создана в 1920/1992, член УЕФА с 1998 | 59                           | 69                           | 1 (2014) |                                                                                            |                                                       |                                                                          |
| Венгрия              | M / Ж   | Венгерская футбольная федерация               | Чемпионат Венгрии по футболу / Чемпионат Венгрии по футболу среди женщин       | создана в 1901, член УЕФА с 1954      | 41                           | 43                           | 9 · (1934, 1938, 1954, 1958, 1962, 1966, 1978, 1982, 1986)                                                                     | 5 · ( 1964, 1972, 2016, 2020, 2024)                                                        |                                                       |                                                                          |
| Германия             | M / Ж   | Немецкий футбольный союз                      | Бундеслига / Женская Бундеслига                                                | создана в 1900, член УЕФА с 1954      | 11                           | 3                            | 20 · ( 1934, 1938, 1954, 1958, 1962, 1966, 1970, 1974, 1978, 1982, 1986, 1990, 1994, 1998, 2002, 2006, 2010, 2014, 2018, 2022) | 15 · ( 1972, 1976, 1980, 1984, 1988, 1992, 1996, 2000, 2004, 2008, 2012, 2016, 2020, 2024) | 8 · (1991, 1995, 1999, 2003, 2007, 2011, 2015, 2019)  | 10 · ( 1989, 1991, 1993, 1995, 1997, 2001, 2005, 2009, 2013, 2017)       |
| Гибралтар            | M / Ж   | Футбольная ассоциация Гибралтара              | Национальная Лига / Чемпионат Гибралтара по футболу среди женщин               | создана в 1895, член УЕФА с 2013      | 203                          | БР                           | |                                                                                            |                                                       |                                                                          |
| Греция               | M / Ж   | Греческая федерация футбола                   | Суперлига / Дивизион А                                                         | создана в 1926, член УЕФА с 1954      | 55                           | 60                           | 3 (1994, 2010, 2014) | 4 · (1980, 2004, 2008, 2012)                                                               |                                                       |                                                                          |
| Грузия               | M / Ж   | Грузинская футбольная федерация               | Эровнули лига / Чемпионат Грузии по футболу среди женщин                       | создана в 1990, член УЕФА с 1992      | 86                           | 125                          | | 1 (2024)                                                                                   |                                                       |                                                                          |
| Дания                | M / Ж   | Датский футбольный союз                       | Суперлига / 3F Лига                                                            | создана в 1889, член УЕФА с 1954      | 9                            | 14                           | 6 (1986, 1998, 2002, 2010, 2018, 2022)                                                                                         | 10 · (1964, 1984, 1988, 1992, 1996, 2000, 2004, 2012, 2020, 2024)                          | 4 (1991, 1995, 1999, 2007, 2011)                      | 9 · (1984, 1991, 1993, 1997, 2001, 2005, 2009, 2013, 2017)               |
| Израиль              | M / Ж   | Израильская футбольная ассоциация             | Премьер-лига / Чемпионат Израиля по футболу среди женщин                       | создана в 1928, член УЕФА с 1994      | 77                           | 75                           | 1 (1970) |                                                                                            |                                                       |                                                                          |
| Ирландия             | M / Ж   | Футбольная ассоциация Ирландии                | Высший дивизион Лиги Ирландии / Чемпионат Ирландии по футболу среди женщин     | создана в 1921, член УЕФА с 1958      | 49                           | 31                           | 3 (1990, 1994, 2002) | 3 (1988, 2012, 2016)                                                                       |                                                       |                                                                          |
| Исландия             | M / Ж   | Федерация футбола Исландии                    | Избранная лига / Чемпионат Исландии по футболу среди женщин                    | создана в 1947, член УЕФА с 1954      | 60                           | 16                           | 1 (2018) | 1 (2016)                                                                                   |                                                       | 3 (2009, 2013, 2017)                                                     |
| Испания              | M / Ж   | Королевская испанская футбольная федерация    | Ла Лига / Примера                                                              | создана в 1909, член УЕФА с 1954      | 7                            | 9                            | 16 · (1934, 1950, 1962, 1966, 1978, 1982, 1986, 1990, 1994, 1998, 2002, 2006, 2010, 2014, 2018, 2022)                          | 12 · ( 1964, 1980, 1984, 1988, 1996, 2000, 2004, 2008, 2012, 2016, 2020, 2024)             | 2 (2015, 2019)                                        | 3 (1997, 2013, 2017)                                                     |
| Италия               | M / Ж   | Итальянская федерация футбола                 | Серия A / Серия A                                                              | создана в 1898, член УЕФА с 1954      | 6                            | 15                           | 18 · ( 1934, 1938, 1950, 1954, 1962, 1966, 1970, 1974, 1978, 1982, 1986, 1990, 1994, 1998, 2002, 2006, 2010, 2014)             | 11 · ( 1968, 1980, 1988, 1996, 2000, 2004, 2008, 2012, 2016, 2020, 2024)                   | 3 (1991, 1999, 2019)                                  | 11 · (1984, 1987, 1989, 1991, 1993, 1997, 2001, 2005, 2009, 2013, 2017)  |
| Казахстан            | M / Ж   | Казахстанская федерация футбола               | Чемпионат Казахстана по футболу / Чемпионат Казахстана по футболу среди женщин | создана в 1992, член УЕФА с 2002      | 120                          | 86                           | |                                                                                            |                                                       |                                                                          |
| Латвия               | M / Ж   | Латвийская футбольная федерация               | Чемпионат Латвии по футболу / Чемпионат Латвии по футболу среди женщин         | создана в 1921, член УЕФА с 1992      | 135                          | 112                          | | 1 (2004)                                                                                   |                                                       |                                                                          |
| Литва                | M / Ж   | Литовская футбольная федерация                | А Лига / А Лига                                                                | создана в 1922, член УЕФА с 1992      | 137                          | 102                          | |                                                                                            |                                                       |                                                                          |
| Лихтенштейн          | M / Ж   | Лихтенштейнский футбольный союз               | Суперлиг / Чемпионат Швейцарии по футболу среди женщин                         | создана в 1934, член УЕФА с 1974      | 191                          | БР                           | |                                                                                            |                                                       |                                                                          |
| Люксембург           | M / Ж   | Федерация футбола Люксембурга                 | Национальный дивизион / Лига 1                                                 | создана в 1908, член УЕФА с 1954      | 93                           | 118                          | |                                                                                            |                                                       |                                                                          |
| Мальта               | M / Ж   | Футбольная ассоциация Мальты                  | Премьер Лига / Чемпионат Мальты по футболу среди женщин                        | создана в 1900, член УЕФА с 1960      | 174                          | 95                           | |                                                                                            |                                                       |                                                                          |
| Молдова              | M / Ж   | Молдавская федерация футбола                  | Чемпионат Молдовы по футболу / Чемпионат Молдовы по футболу среди женщин       | создана в 1990, член УЕФА с 1993      | 181                          | 100                          | |                                                                                            |                                                       |                                                                          |
| Нидерланды           | M / Ж   | Королевский футбольный союз Нидерландов       | Эредивизи / БеНе Лига                                                          | создана в 1889, член УЕФА с 1954      | 10                           | 5                            | 11 · (1934, 1938, 1974, 1978, 1990, 1994, 1998, 2006, 2010, 2014, 2022)                                                        | 11 · ( 1976, 1980, 1988, 1992, 1996, 2000, 2004, 2008, 2012, 2020, 2024)                   | 2 · (2015, 2019)                                      | 3 · ( 2009, 2013, 2017)                                                  |
| Норвегия             | M / Ж   | Норвежская футбольная ассоциация              | Элитсерия / Топсерия                                                           | создана в 1902, член УЕФА с 1954      | 45                           | 12                           | 3 (1938, 1994, 1998) | 1 (2000)                                                                                   | 8 · ( 1991, 1995, 1999, 2003, 2007, 2011, 2015, 2019) | 11 · ( 1987, 1989, 1991, 1993, 1995, 1997, 2001, 2005, 2009, 2013, 2017) |
| Польша               | M / Ж   | Польский футбольный союз                      | Экстракласса / Экстралига                                                      | создана в 1919, член УЕФА с 1955      | 28                           | 30                           | 9 · (1938, 1974, 1978, 1982, 1986, 2002, 2006, 2018, 2022)                                                                     | 5 (2008, 2012, 2016, 2020, 2024)                                                           |                                                       |                                                                          |
| Португалия           | M / Ж   | Португальская футбольная федерация            | Примейра-лига / Чемпионат Португалии по футболу среди женщин                   | создана в 1914, член УЕФА с 1954      | 8                            | 29                           | 8 · ( 1966, 1986, 2002, 2006, 2010, 2014, 2018, 2022)                                                                          | 9 · ( 1984, 1996, 2000, 2004, 2008, 2012, 2016, 2020, 2024)                                |                                                       |                                                                          |
| Республика Кипр      | M / Ж   | Кипрская федерация футбола                    | Дивизион А / Первый Дивизион                                                   | создана в 1934, член УЕФА с 1962      | 105                          | 124                          | |                                                                                            |                                                       |                                                                          |
| Республика Косово    | M / Ж   | Футбольная федерация Косова                   | Райфайзен Суперлига Косово / Чемпионат Косова по футболу среди женщин          | создана в 1946, член УЕФА с 2016      | 109                          | 110                          | |                                                                                            |                                                       |                                                                          |
| Россия               | M / Ж   | Российский футбольный союз                    | Чемпионат России по футболу / Чемпионат России по футболу среди женщин         | создана в 1912, член УЕФА с 1954      | 35                           | 25                           | 4 (1994, 2002, 2014, 2018) | 7 · (1992, 1996, 2004, 2008, 2012, 2016, 2020)                                             | 2 (1999, 2003)                                        | 6 (1997, 2001, 2009, 2013, 2017)                                         |
| Румыния              | M / Ж   | Федерация футбола Румынии                     | Лига 1 / Лига 1                                                                | создана в 1909, член УЕФА с 1955      | 47                           | 42                           | 7 (1930, 1934, 1938, 1970, 1994, 1998)                                                                                         | 6 (1984, 1996, 2000, 2008, 2016, 2024)                                                     |                                                       |                                                                          |
| Сан-Марино           | M / Нет | Футбольная федерация Сан-Марино               | Чемпионат Сан-Марино по футболу / Нет                                          | создана в 1931, член УЕФА с 1988      | 210                          |                              | |                                                                                            |                                                       |                                                                          |
| Северная Ирландия    | M / Ж   | Ирландская футбольная ассоциация              | Премьершип / Чемпионат Северной Ирландии по футболу среди женщин               | создана в 1880, член УЕФА с 1954      | 54                           | 46                           | 3 (1958, 1982, 1986) | 1 (2016)                                                                                   |                                                       |                                                                          |
| Северная Македония   | M / Ж   | Футбольная федерация Северной Македонии       | Первая Лига / Чемпионат Северной Македонии по футболу среди женщин             | создана в 1949, член УЕФА с 1994      | 67                           | 131                          | | 1 (2020)                                                                                   |                                                       |                                                                          |
| Сербия               | M / Ж   | Футбольный союз Сербии                        | Суперлига / Суперлига                                                          | создана в 1919, член УЕФА с 1954      | 25                           | 40                           | 3 (2010, 2018, 2022) | 1 (2024)                                                                                   |                                                       |                                                                          |
| Словакия             | M / Ж   | Словацкий футбольный союз                     | Фортуна лига / Первая лига                                                     | создана в 1938, член УЕФА с 1993      | 46                           | 44                           | 1 (2010) | 3 (2016, 2020, 2024)                                                                       |                                                       |                                                                          |
| Словения             | M / Ж   | Футбольный союз Словении                      | Первая Лига / Чемпионат Словении по футболу среди женщин                       | создана в 1920, член УЕФА с 1992      | 64                           | 48                           | 2 (2002, 2010) | 2 (2000, 2024)                                                                             |                                                       |                                                                          |
| Турция               | M / Ж   | Турецкая футбольная федерация                 | Суперлига / Суперлига                                                          | создана в 1923, член УЕФА с 1962      | 39                           | 65                           | 2 · (1954, 2002) | 6 · (1996, 2000, 2008, 2016, 2020, 2024)                                                   |                                                       |                                                                          |
| Украина              | M / Ж   | Украинская ассоциация футбола                 | Премьер-лига / Высший дивизион                                                 | создана в 1991, член УЕФА с 1992      | 27                           | 35                           | 1 (2006) | 4 (2012, 2016, 2020, 2024)                                                                 |                                                       | 1 (2009)                                                                 |
| Уэльс                | M / Ж   | Футбольная ассоциация Уэльса                  | Валлийская премьер-лига / Валлийская женская премьер-лига                      | создана в 1876, член УЕФА с 1954      | 20                           | 33                           | 2 (1958, 2022) | 2 · ( 2016, 2020)                                                                          |                                                       |                                                                          |
| Фарерские острова    | M / Ж   | Федерация футбола Фарерских островов          | Премьер-лига / Премьер-лига                                                    | создана в 1979, член УЕФА с 1990      | 124                          | 99                           | |                                                                                            |                                                       |                                                                          |
| Финляндия            | M / Ж   | Футбольная ассоциация Финляндии               | Вейккауслига / Кансаллинен лига                                                | создана в 1907, член УЕФА с 1954      | 57                           | 28                           | | 1 (2020)                                                                                   |                                                       | 4 (2005, 2009, 2013, 2017)                                               |
| Франция              | M / Ж   | Федерация футбола Франции                     | Лига 1 / Дивизион 1                                                            | создана в 1919, член УЕФА с 1954      | 3                            | 4                            | 16 · (1930, 1934, 1938, 1954, 1958, 1966, 1978, 1982, 1986, 1998, 2002, 2006, 2010, 2014, 2018, 2022)                          | 11 · (1960, 1984, 1992, 1996, 2000, 2004, 2008, 2012, 2016, 2020, 2024)                    | 4 (2003, 2011, 2015, 2019)                            | 6 (1997, 2001, 2005, 2009, 2013, 2017)                                   |
| Хорватия             | M / Ж   | Хорватский футбольный союз                    | Чемпионат Хорватии по футболу / Чемпионат Хорватии по футболу среди женщин     | создана в 1912, член УЕФА с 1993      | 15                           | 59                           | 6 · ( 1998, 2002, 2006, 2014, 2018, 2022)                                                                                      | 7 (1996, 2004, 2008, 2012, 2016, 2020, 2024)                                               |                                                       |                                                                          |
| Черногория           | M / Ж   | Футбольный союз Черногории                    | Первая лига / Чемпионат Черногории по футболу среди женщин                     | создана в 1931, член УЕФА с 2007      | 72                           | 85                           | |                                                                                            |                                                       |                                                                          |
| Чехия                | M / Ж   | Футбольная ассоциация Чехии                   | Первая лига / Первая лига                                                      | создана в 1907, член УЕФА с 1954      | 31                           | 24                           | 1 (2006) | 8 · ( 1996, 2000, 2004, 2008, 2012, 2016, 2020, 2024)                                      |                                                       |                                                                          |
| Швейцария            | M / Ж   | Швейцарский футбольный союз                   | Суперлига / Суперлига                                                          | создана в 1895, член УЕФА с 1954      | 14                           | 17                           | 12 (1934, 1938, 1950, 1954, 1962, 1966, 1994, 2006, 2010, 2014, 2018, 2022)                                                    | 6 (1996, 2004, 2008, 2016, 2020, 2024)                                                     | 1 (2015)                                              | 1 (2017)                                                                 |
| Швеция               | M / Ж   | Шведский футбольный союз                      | Аллсвенскан / Дамаллсвенскан                                                   | создана в 1904, член УЕФА с 1954      | 17                           | 2                            | 12 · (1934, 1938, 1950, 1958, 1970, 1974, 1978, 1990, 1994, 2002, 2006, 2018)                                                  | 7 · ( 1992, 2000, 2004, 2008, 2012, 2016, 2020)                                            | 8 · ( 1991, 1995, 1999, 2003, 2007, 2011, 2015, 2019) | 11 · ( 1984, 1987, 1989, 1995, 1997, 2001, 2005, 2009, 2013, 2017)       |
| Шотландия            | M / Ж   | Шотландская футбольная ассоциация             | Премьершип / Премьер-лига                                                      | создана в 1873, член УЕФА с 1886      | 40                           | 23                           | 8 (1954, 1958, 1974, 1978, 1982, 1986, 1990, 1998)                                                                             | 4 (1992, 1996, 2020, 2024)                                                                 | 1 (2019)                                              | 1 (2017)                                                                 |
| Эстония              | M / Ж   | Эстонский футбольный союз                     | Мейстрилига / Чемпионат Эстонии по футболу среди женщин                        | создана в 1921, член УЕФА с 1992      | 106                          | 108                          | |                                                                                            |                                                       |                                                                          |

## Бывшие члены
- ГДР (до 1990)
- Саар (до 1956)
- Сербия и Черногория (до 2006)
- Содружество независимых государств
- СССР (до 1991)
- Чехословакия (до 1993)
- Югославия

## Возможные члены
Ниже перечислены потенциальные члены УЕФА и федерации, которые пытались вступить в организацию.
Независимые государства, находящиеся в Европе:
- Монако
- Ватикан

Зависимые территории, стремящиеся в УЕФА
- Гренландия[5]
- Джерси[6]